# اندیس معدن ۱ (کارون رود)
معدن ۱ (کارون رود) یک اندیس فلزی است که در حوالی شهر اردل استان کهگیلویه و بویراحمد قرار دارد و مادهٔ معدنی موجود در آن، مس است.سنگ میزبان این اندیس آهک، بازیک درونی است و دیرینگی آن به دوران کامبرین می‌رسد. در این اندیس، پاراژنز‌های مالاکیت ، آزوریت یافت می‌شوند.